# Comunidad del hidrógeno de Lolland
La comunidad del hidrógeno de Lolland, primera planta de energía eólica e hidrógeno a gran escala e instalación de pruebas de Dinamarca, empezó a funcionar en mayo de 2007. También es la primera instalación comunitaria de demostración de hidrógeno a gran escala de la Unión Europea para la producción combinada de calor y electricidad (PCCE) con pilas de combustible.
La fase 3 del proyecto, que se prolongó hasta 2012, consistió en la instalación de microcentrales de producción combinada de calor y electricidad con pilas de combustible.
Ubicada en la ciudad de Nakskov en la isla de Lolland, donde abunda la energía eólica, la planta de energía de hidrógeno recibió financiación de la Autoridad Danesa de la Energía, que es una asociación conjunta entre el Ayuntamiento de Lolland, IRD Fuel Cells y Baltic Sea Solutions.
La isla de Lolland está produciendo un 50 % más de energía a partir de fuentes de energía renovables de lo que consume, y el proyecto de hidrógeno buscaba almacenar localmente el exceso de energía eólica en forma de hidrógeno, para su uso en instalaciones residenciales e industriales.
El hidrógeno se produce utilizando el exceso de energía eólica para realizar la electrólisis del agua y producir hidrógeno y oxígeno. El oxígeno se utiliza en la depuradora municipal cercana para acelerar el proceso biológico. El hidrógeno se almacena en depósitos de baja presión a seis bares y alimenta dos microcentrales de producción combinada de calor y electricidad (CHP) de 2 kilovatios (kW) y 6,5 kW, respectivamente.